# Alkaline Trio
Gli Alkaline Trio (qualche volta abbreviato in Ak3 o Alk3) sono un gruppo musicale statunitense formatosi a Chicago nel 1996.

## Storia
Il gruppo è formato da Matt Skiba (voce e chitarra), Dan Andriano (voce e basso) e Atom Willard (batteria). La loro musica è caratterizzata da tempi veloci e da testi aventi per tema l'alcolismo, la depressione, la droga, la noia, il fuoco e la morte.

## Formazione

### Formazione attuale
- Matt Skiba – voce, chitarra (1996-presente)
- Dan Andriano – voce, basso (1997-presente)
- Atom Willard – batteria (2023-presente)

### Ex componenti
- Derek Grant – batteria (2001-2023)
- Rob Doran – basso (1996-1997)
- Glenn Porter – batteria (1996-2000)
- Mike Felumlee – batteria (2000-2001)

## Discografia

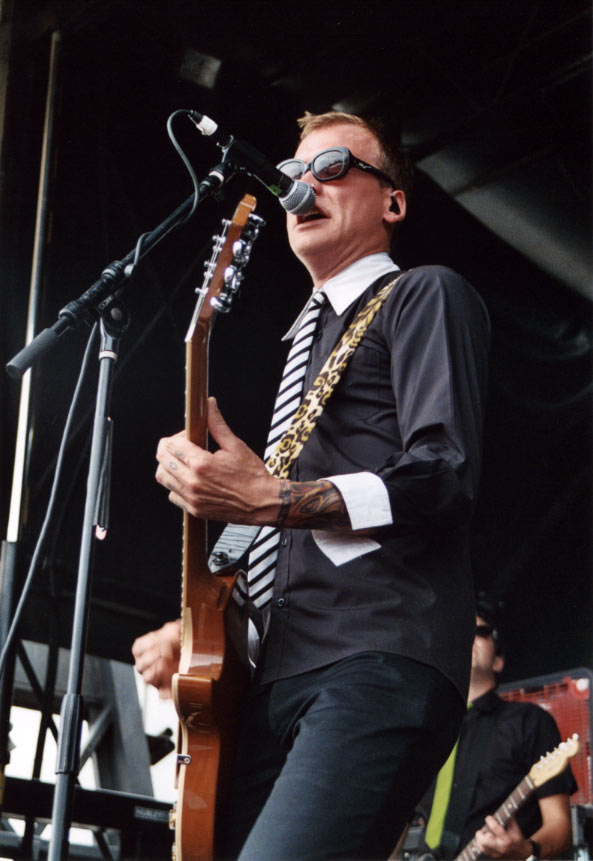
Matt Skiba al Warped Tour di Indianapolis, nel 2004

### Album in studio
- 1998 – Goddamnit
- 2000 – Maybe I'll Catch Fire
- 2001 – From Here to Infirmary
- 2003 – Good Mourning
- 2005 – Crimson
- 2008 – Agony & Irony
- 2010 – This Addiction
- 2013 – My Shame Is True
- 2018 – Is This Thing Cursed?
- 2024 – Blood, Hair, and Eyeballs

### Raccolte
- 2000 – Alkaline Trio
- 2007 – Remains
- 2011 – Damnesia

### EP
- 2013 – Broken Wing
- 2020 – E.P.

### Split
- 2002 – Alkaline Trio/Hot Water Music
- 2004 – BYO Split Series, Vol. 5

### Singoli
- 1997 – Sundials
- 1999 – Goodbye Forever
- 2001 – Stupid Kid
- 2001 – Private Eye
- 2001 – Hell Yes
- 2002 – Halloween
- 2003 – We've Had Enough
- 2003 – All on Black
- 2005 – Time To Waste
- 2005 – Mercy Me
- 2006 – Burn
- 2007 – Warbrain
- 2008 – Help Me
- 2008 – Love Love, Kiss Kiss
- 2010 – This Addiction
- 2013 – I Wanna Be a Warhol
- 2018 – Blackbird
- 2023 – Bad Time
- 2023 - Blood, Hair, And Eyeballs
- 2024 – Versions of You

## Videografia
- 2001 – 10 Minutes to Ogikubu Station DVD
- 2001 – Cinema Beer Belly DVD
- 2002 – Another Year on the Screen DVD
- 2002 – Warped Tour Live
- 2003 – Halloween at the Metro
- 2007 – The Remains of 2005/2006